# Бурковський Сергій Вікторович
Сергій Вікторович Бурковський — підполковник Збройних сил України, учасник російсько-української війни, який відзначився під час російського вторгнення в Україну 2022 року, Герой України з врученням ордена «Золота Зірка» (2022).

## Життєпис
В Збройних силах України з 1 вересня 1993 року.

### Російське вторгнення в Україну (2022)
У ході російського вторгнення в Україну 2022 року підполковник Сергій Бурковський особисто керував підготовкою до знищення чотирьох мостів через водні перешкоди на напрямках просування підрозділів російських військ. Також під його керівництвом українські захисники зупиняли ворожі колони, знищували й захоплювали техніку ворога.

## Нагорода
- звання «Герой України» з врученням ордена «Золота Зірка» (2022) — за особисту мужність і героїзм, виявлені у захисті державного суверенітету та територіальної цілісності України, вірність військовій присязі[4].